# Kal knipprot
Kal knipprot (Epipactis phyllanthes) är en växtart i familjen orkidéer. 
Arten är fridlyst i Sverige, precis som alla vilt förekommande orkidéer. Se lista över fridlysta växter i Sverige.

## Utseende
Denna orkidée är en upp till 50 cm hög växt med en gles blomställning av grönaktiga blommor. Arten liknar mycket den vanligare skogsknipprot men är spädare och nästan helt kal. De bleka blommorna sitter dessutom glesare, har ej lika utspärrade kalkblad och en spetsigare underläpp.

## Ekologi
Arten växer på skuggiga ställen med kalkrik mulljord, gärna i bokskogar eller lundar. Blomningen sker i juli och augusti.

## Utbredning
Kal knipprot har sin världsutbredning koncentrerad till nordvästra Europa. I Sverige är det en sällsynt växt som är funnen i kalkrika trakter i de sydligaste landskapen upp till Östergötland.